# NGC 2438
NGC 2438 ist ein planetarischer Nebel im Sternbild Puppis und Überbleibsel eines Sterns von rund 4 Sonnenmassen. Er wurde am 19. März 1786 von dem deutsch-britischen Astronomen William Herschel entdeckt.

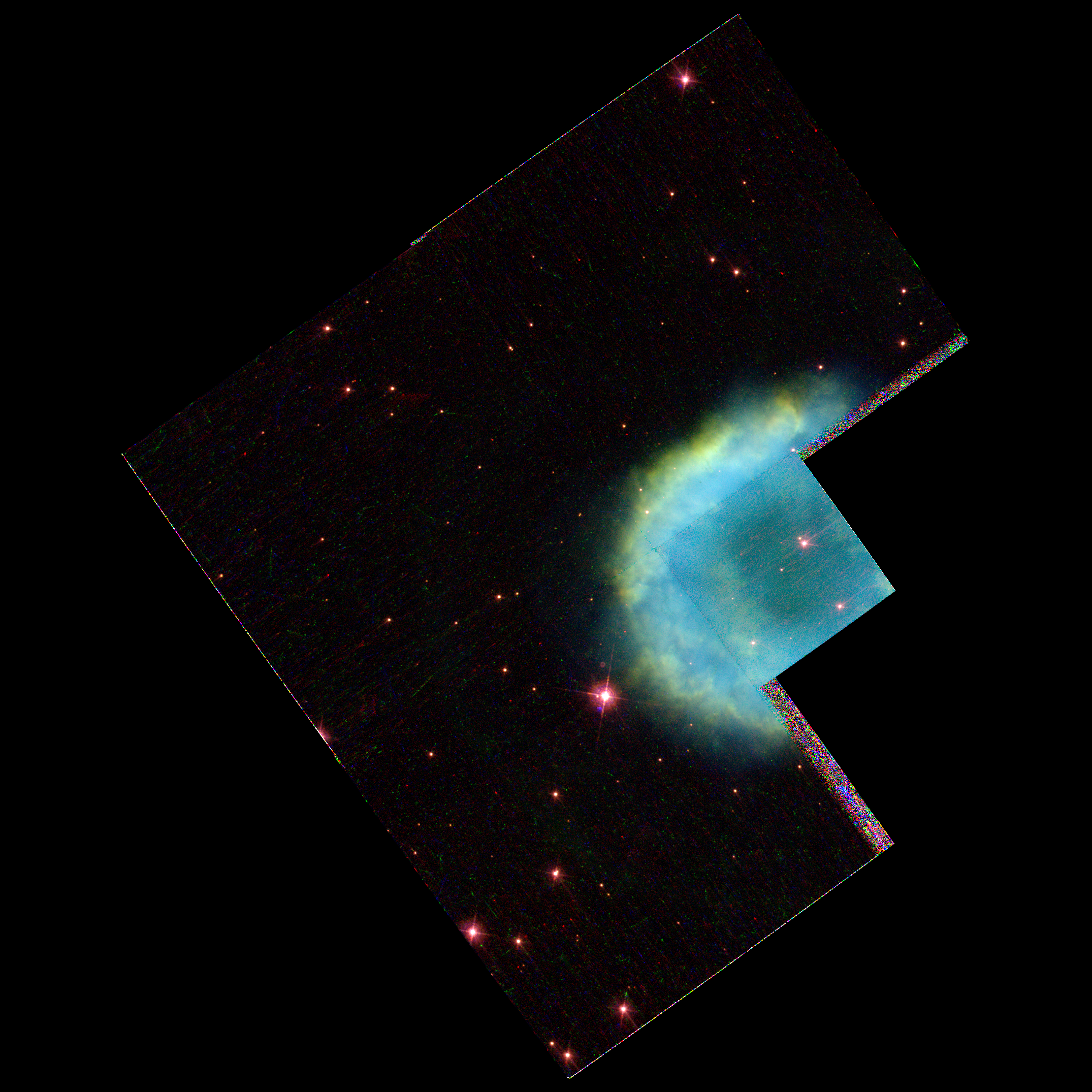
Falschfarbenaufnahme des Hubble-Weltraumteleskops mit Linienfiltern: 502 nm (OIII) ist blau, 656 nm (Hα) ist grün und 672 nm (SII) ist rot kodiert.

Der Nebel scheint bei Beobachtung eine Einheit mit dem offenen Sternhaufen Messier 46 zu bilden. Dieser befindet sich zwar in gleicher Richtung, ist jedoch mit einer Entfernung von 5400 Lichtjahren zirka 2500 Lichtjahre weiter entfernt. Für eine Zugehörigkeit zum Sternhaufen M 46 spricht jedoch seine nahezu gleich große Radialgeschwindigkeit.
Der weiße Zwerg im Zentrum von NGC 2438 hat eine scheinbare Helligkeit von 17,7 mag.